# 條紋鱧鯙
條紋鱧鯙，輻鰭魚綱鰻鱺目鯙亞目鯙科的其中一種，分布於全球三大洋的熱帶海域，棲息深度5-100公尺，體長可達150公分，生活在外海礁坡，為底棲性魚類，夜間活動，屬肉食性，可做為食用魚及觀賞魚。

## 擴展閱讀
維基物種上的相關：條紋鱧鯙